# 황금동 (대구)
황금동(黃金洞)은 대구광역시 수성구의 법정동이다. 행정동으로는 황금1동·황금2동으로 나뉜다.

## 유래
임진왜란 당시에 이곳으로 피난한 의병장 손처눌(孫處訥)이 마을을 개척하면서 곡식을 심으니 푸른 산이 주위를 에워싸고 들녘이 황금 물결을 이루었다고 해서 황청(黃靑)이라고 하였으나 저승을 의미하는 황천(黃泉)과 발음이 비슷하여 황금(黃金)으로 바뀌었다.

## 연혁
- 1937. 10. 1 달성군 수성면 황청동에서 대구부로 편입
- 1977. 12. 1 대구시 동구 황금동으로 동명 개칭
- 1981. 7. 1 대구직할시 동구 황금동
- 1992. 9. 1 대구직할시 수성구 황금동이 황금1·2동으로 분동

## 주요 시설
교육 
- 황금초등학교
- 대구성동초등학교
- 황금중학교
- 대구과학고등학교
- 경북고등학교

 문화 
- 국립대구박물관
- 대구어린이대공원
  - 대구어린이세상
  - 대구어린이교통랜드
- 대구창의융합교육원

## 주거
| 단지명                 | 건설사            | 시행사                                | 주소                      | 입주       | 비고                    |
| ---------------------- | ----------------- | ------------------------------------- | ------------------------- | ---------- | ----------------------- |
| 힐스테이트 황금 엘포레 | 현대엔지니어링    | 아무스㈜                              |                           | 2022년 3월 |                         |
| 황금 태왕아너스        | 태왕㈜            | 태왕㈜                                | 수성구 청호로 345         | 2004년 7월 | 구 덕원중·고등학교 부지 |
| 캐슬 골드파크          | 롯데건설 화성산업 | 황금주공아파트 주택재건축정비사업조합 | 수성구 청수로 213 (1단지) | 2006년 7월 | 황금주공 1·2단지 재건축 |
| 캐슬 골드파크          | 롯데건설 화성산업 | 황금주공아파트 주택재건축정비사업조합 | 수성구 청수로 235 (2단지) | 2006년 7월 | 황금주공 1·2단지 재건축 |
| 캐슬 골드파크          | 롯데건설 화성산업 | 황금주공아파트 주택재건축정비사업조합 | 수성구 청수로 257 (3단지) | 2006년 7월 | 황금주공 1·2단지 재건축 |
| 캐슬 골드파크          | 롯데건설 화성산업 | 황금주공아파트 주택재건축정비사업조합 | 수성구 청수로 261 (4단지) | 2006년 7월 | 황금주공 1·2단지 재건축 |
| 캐슬 골드파크          | 롯데건설 화성산업 | 황금주공아파트 주택재건축정비사업조합 | 수성구 청수로 214 (5단지) | 2006년 7월 | 황금주공 1·2단지 재건축 |